# Svete knjige u islamu
Svete knjige u islamu su knjige i spisi za koje muslimani vjeruju da je Alah, Bog, preko svojih poslanika  slao (objavljivao) čovječanstvu. Njih je Božjim poslanicima dostavljao Džibril (biblijski anđeo Gabriel), a u njima su bile sadržane upute, savjeti, molitve i propisi o životu i djelovanju ljudi. Poznate su još i kao objave ili knjige (ar. kitab), i islam naučava da su one u potpunosti govor i djelo Božje, a nikako ne mogu biti djelo ljudi. Četiri su velike pisane knjige ili objave, a manjih je stotinu i poznate su kao svitci (ar. suhufi). Muslimani su dužni poštovati sve svete knjige i vjerovati u njih, ali moraju slijediti samo posljednju i najuzvišeniju objavu – Kuran. Također, islam naučava da su sve objave prije Kurana izmijenjene od strane Židova i nevjerničkih naroda i time obezvrijeđene, jer je čovjek sebi uzeo za pravo da mijenja Božje propise i odredbe, dok se sam Bog zavjetovao da će do Sudnjega dana čuvati svoju najveću objavu Kuran od bilo kakvih izmjena. Kuran je, za razliku od prijašnjih objava, poslan cijelom čovječanstvu i njegove odredbe će vrijediti do Sudnjega dana.

## Pojam svete knjige u islamu
U islamu se svete knjige najčešće nazivaju samo Knjigama (ar. kitab), poglavito u Kuranu, ili još češće Objavama – u ostaloj vjerskoj literaturi. Sam pridjev "sveti" je u islamu malo zastupljen, jer on pripada samo Bogu (čije je jedno od 99 imena El-Kuddus – Sveti), a u Kuranu se spominje i Duh Sveti (ar. Ruh al-Kudus), koji je po većini islamskih učenjaka melek Džibril (anđeo Gabriel), dok neki smatraju da je on posebna sila kojom upravlja svemogući Bog.
Islam naučava da su svete knjige isključivo govor Alahov, te da ne postoji nikakva mogućnost da su one pisane od strane ljudi, niti da su ih ljudi pisali Božjim nadahnućem. Kako bi se zaštitio od takvih optužbi, poslanik Muhamed nikada u životu nije naučio čitati i pisati, a Kuran su pred njim pisali njegovi učenici. Smatranje da je bilo koji dio svetih knjiga djelo ljudskih ruku jeste opovrgavanje četvrte temeljne vjerske istine (ar. ...ve kutubihi – i vjerujem u Njegove (Božje) knjige), te se takva osoba više ne može smatrati sljedbenikom islama.

## Velike knjige
Četiri u velike pisane objave, koje sadrže glavninu vjerskih propisa i uputa čovječanstvu, od kojih tri više ne postoje u izvornom obliku:
- Tevrat (Tora), objavljena Musau (Mojsiju), muslimani vjeruju da su njen sveti tekst Židovi previše izmijenili i prepravili kako bi odgovarao njihovim prohtjevima, te ga tako obezvrijedili. Tevrat su Musa i brat mu Harun koristili kako bi propovijedali vjeru Izraelićanima, a Kuran navodi da je to najdulje korištena objava, ali i najviše izmjenjivana, tako da su Izraelićani (Židovi) narod kome je poslan najveći broj Božjih poslanika, kako bi im na te izmjene ukazali i ispravili ih.
- Zebur (Psalmi Davidovi), objavljen Davudu (Davidu), muslimani smatraju da je i to govor Alahov, a ne djelo Davidovo, te da su i njega Židovi obezvrijedili, izmijenili i oskvrnuli pretvorivši ih u pjesme. Islamski učenjaci priznaju određeni broj psalmi, ali većinu smatraju nevjerodostojnim i djelom ljudi. U njemu Bog navještava da će Zemlju naslijediti Njegovi dobri sluge.
- Indžil (Evanđelje), objavljen Isau (Isusu), muslimani smatraju da su Židovi i Indžil izmijenili, prikazujući Isaa kao sina Božjega (i tako počinili širk – pridruživanje Bogu druga, što je najveći grijeh), i time u potpunosti obezvrijedili ovu objavu, te odveli kršćane u zabludu. Pogrešno je mišljenje da je Indžil zapravo Novi zavjet, jer se u njemu nalazi prevelik broj spisa napisanih ljudskom rukom, dok islamski učenjaci smatraju da se u Evanđeljima (kanonskim i apokrifnim) nalaze posljednji fragmenti izvornog Indžila, Evanđelja koje je kao izravni Božji govor objavljeno Isau.
- Kuran, objavljen Muhammedu, najveća je Alahova objava, pečat svih prijašnjih objava, jedina neizmijenjena i neoskvrnuta objava, direktno i bez izmjene prenesen govor Alaha, temelj islamskog vjerovanja i zakona, uputa za život svakome muslimanu. Kuran je objavljen na arapskom jeziku, dok su druge tri velike objave bile objavljene na hebrejskom, i više ne postoje u svom izvornom obliku. Objava Kurana je trajala 23 godine: 13 u Meki i 10 u Medini. Sadrži 114 poglavlja (ar. sura) i preko 6000 stihova (ar. ajet). On je sabran u jednu pisanu zbirku koja se naziva Mushaf.

## Manje knjige
Manje pisane knjige (objav) nazivaju se svicima (ar. suhuf, množina od sahife). Najpoznatiji su svici poslanika Ibrahima (Abraham) i Musaa (Mojsije), koji su spomenuti u Kuranu. Islamski učenjaci smatraju da su svi svici izgubljeni, prije nego da su iskvareni poput velikih objava. 
- Svici Abrahamovi (ar. Suhufi Ibrahim) spadaju među najranije pisane objave, objavljene poslaniku Ibrahimu (Abrahamu), a koristili su ih i njegovi sinovi Ismail (Išmael) i Ishak (Izak). Oni se nisu održali do današnjih dana, i smatraju se izgubljenima. Jedan od drugova i učenika poslanika Muhameda (ar. ashab) Ebu Zer je Poslanika upitao o tome što se nalazi u svicima Abrahamovim, pa mu je on odgovorio: "Sve u njima su bili primjeri." Zatim mu je Poslanik naveo nešto od onoga što se nalazilo u svicima Abrahamovim: 
 "O kralju, koji imaš vlast, ti koji si iskušan i uznosit, nisam te poslao da gomilaš ovosvjetska dobra, već sam te poslao da od Mene spriječiš molitvu obespravljenog, jer Ja ju neću odbiti, makar bila od nevjernika. Na razumnom je, ako mu razum nije nadvladan, da ima za sebe sate: sat u kome će se obraćati svom Gospodaru; sat u kome će sebe (svoju dušu) preispitati; sat u kome će razmišljati o Alahovom stvaranju; i sat koji će ostaviti za brigu o svojoj potrebi za hranom i pićem. Na razumnom je da ne putuje osim radi troje: opskrbe za povratak (Sudnji dan), ili u potrazi za opskrbom, ili radi uživanja u onom što nije zabranjeno. Na razumnom je da bude svjestan svog vremena, spreman za njegove izazove, da čuva svoj jezik. Tko bude pazio svoj govor u djelima, manje će govoriti – osim u onom što ga se tiče."
- Svici Mojsijevi (ar. Suhufi Musa) su svici objavljeni Musau (Mojsiju), ne kao dio Tevrata (Tore), već kao zasebna zbirka propisa i pojašnjenja, koju su zabilježili i koristili Musa (Mojsije), Harun (Aron) i Juša ibn Nun (Jošua). Kada je Ebu Zer upitao poslanika Muhameda o tome što se nalazi u svicima Mojsijevim, pa mu je on odgovorio: "Sve u njima su bile poruke." Zatim mu je Poslanik naveo nešto od onoga što se nalazilo u svicima Mojsijevim:
 "Čudim se onom tko pouzdano zna da će smrt doći, a raduje se. Čudim se onom tko pouzdano zna da postoji Vatra (Pakao), a smije se. Čudim se onom tko pouzdano vjeruje u odredbu Božju, a suprotstavlja joj se. Čudim se onom tko je vidio ovaj svijet, i to kako je prevrtljiv prema svojim stanovnicima, a zatim u njemu traži sigurnost. Čudim se onom tko vjeruje u sutrašnji obračun (na Sudnjem danu), a ne radi za njega."

Ebu Zer također prenosi jedan od hadisa (izreka, poruka) proroka Muhameda, gdje se spominje da je svitaka (suhufa) bilo 100, a objevljeni su sljedećim Alahovim poslanicima: Ademu (Adamu) 10, Šitu (Šetu) 50, Idrisu (Henoku) 30 i Ibrahimu (Abrahamu) 10.

## Sljedbenici Knjige
U Kuranu se na mnogim mjestima spominju sljedbenici Knjige (ehl-i Kitab) i pod njima se podrazumijevaju židovi i kršćani. Ovakav naziv za pripadnike drugih vjera obavezuje sve muslimane da ih poštuju i pozovu da im se pridruže. U suri (poglavlju) Ali Imran, 64. ajet (stih) nalaže sljedeće:
"Reci: "O sljedbenici Knjige, dođite da se okupimo oko jedne riječi i nama i vama zajedničke: da samo Alaha (Jednog Jedinog Boga) obožavamo, da nikoga Njemu ravnim ne smatramo i da jedni druge, pored Alaha, bogovima ne držimo!" Pa ako oni ne pristanu, vi recite: "Budite svjedoci da smo mi muslimani!"
Pojam Knjige odnosi se na Bibliju, koja je zbirka ranijih Božjih objava (iako u iskvarenom obliku), te su muslimani stoga dužni poštovati i nju i one koji ju slijede.